# 十氟化二硫
十氟化二硫 (分子式 S2F10，最简式 SF5)，在标准状况下是一种无色、易挥发的液体，沸点30.1℃，不溶于水，有剧毒，有类似二氧化硫的刺激性气味。 十氟化二硫分子中，每个硫原子以八面体构型被5个氟原子包围。 十氟化二硫有剧毒，毒性至少是光气的三倍，在第二次世界大战中被考虑过作为潜在的化学武器使用，但没有证据表明被投入过实战。它是一种窒息性毒剂，由于它无催泪作用，对皮肤也没有刺激性，因此人接触后不易产生警惕。通常通过电解六氟化硫 (SF6，一种用于变压器等高压电设备的绝缘气体) 来制取。在制取六氟化硫时，也会产生十氟化二硫，不过在净化的过程中会被除去。

## 制取
十氟化二硫通常利用电解六氟化硫的方法来制取：
{\displaystyle \mathrm {2SF_{6}\to S_{2}F_{10}+F_{2}} }

## 性质
- 在这种化合物中，硫的氧化态为 +5。

- 在 150°C 以上缓慢分解，生成 SF
6 和 SF
4：

{\displaystyle \mathrm {S_{2}F_{10}\to SF_{6}+SF_{4}} }
- 能与 N
2F
4 反应，生成 SF
5NF
2：

{\displaystyle \mathrm {S_{2}F_{10}+N_{2}F_{4}\to 2SF_{5}NF_{2}} }
- 能与过量的氯气反应，生成 SF
5Cl：

{\displaystyle \mathrm {S_{2}F_{10}+Cl_{2}\to 2SF_{5}Cl} }
- 能于溴发生类似的反应，生成 SF
5Br。这个反应是可逆的。[5] 该反应的逆反应可用于以 SF
5Br 为原料制取 S
2F
10；[6]

- 能氧化氨，生成 NSF
3。[7]

## 毒性
十氟化二硫是带有类似二氧化硫气味的无色液体或气体，毒性大约是光气的四倍。其毒性被认为是由于它在肺中发生歧化反应，生成 SF
6 和 SF
4；SF
6 较不活泼，而 SF
4 能与肺中的水反应，生成亚硫酸和氢氟酸，伤害人体：
{\displaystyle \mathrm {SF_{4}+3H_{2}O\to H_{2}SO_{3}+4HF} }
因为十氟化二硫不溶于水，也不溶于大多数水溶液。